# Сухоногово (посёлок, Костромская область)
Сухоногово — посёлок в Костромском районе Костромской области. Административный центр муниципального образования Чернопенское сельское поселение. Находится в пригородной зоне Костромы.

## Географическое положение
Расположен в юго-западной части области, у реки Волга.

## История
Возглавлял ранее Сухоноговский сельсовет.
С 30 декабря 2004 года Сухоногово возглавляет образованное муниципальное образование Чернопенское сельское поселение, согласно Закону Костромской области № 237-ЗКО.

## Население
| 2008 | 2010  | 2014  |
| ---- | ----- | ----- |
| 1847 | ↘1705 | ↗1963 |

## Известные уроженцы, жители
В посёлке работала Грачёва, Зинаида Иольевна (27 августа 1926 года — 8 апреля 2005 года) — бригадир фермы колхоза «Пятилетка», Герой Социалистического Труда.

## Инфраструктура
МОУ Чернопенская средняя общеобразовательная школа.
Сухоноговский центр культуры.
Церковь Александра Невского.

## Транспорт
Доступен автомобильным и водным транспортом.